# Best: Bounce and Lovers
Albums de Kumi Kōda
Black Cherry
(2006) Kingdom
(2008)
Compilations par Kumi Kōda
Best: Second Session (2006) Out Works and Collaboration Best (2009)
Best ~Bounce & Lovers~ est la 3e compilation de Kumi Kōda, sorti sous le label Rhythm Zone le 14 mars 2007 au Japon. Il atteint la 2e place du classement de l'Oricon. Il se vend à 161 458 exemplaires la première semaine, et reste classé pendant 24 semaines, pour un total de 295 624 exemplaires vendus. Il sort en format CD+DVD. Le CD contient uniquement les plus belles ballades de Kumi Kōda ; et le DVD contient la bande-annonce du concert Koda Kumi Live Tour 2006–2007 ~Second Session~, ainsi que plusieurs clips refait en version "danse". La sortie de cette compilation coïncide avec le 6e anniversaire de Kumi Kōda depuis ses débuts.

## Liste des titres
| 1.  | Ashita He... (明日へ・・・)                               | Kumi Kōda                  | Hideaki Tokunaga                 | 4:54 |
| 2.  | Taisetsu Na Kimi e (大切な君へ)                           | Kumi Kōda                  | Daisuke "DAIS" Miyachi           | 4:30 |
| 3.  | 1000 no Kotoba ~Alternate Orchestra Version~ (1000の言葉) | Kazushige Nojima           | Noriko Matsueda, Takahito Eguchi | 6:25 |
| 4.  | Your Song                                                 | Kumi Kōda                  | Kaido                            | 5:20 |
| 5.  | Pearl Moon                                                | Ken Matsubara              | Elizabeth Narita                 | 5:16 |
| 6.  | Rain                                                      | Kumi Kōda                  | Hiro Yamaguchi                   | 5:08 |
| 7.  | Hana (華)                                                 | Kumi Kōda, Tooko           | Kaido                            | 5:01 |
| 8.  | Hands                                                     | Kumi Kōda                  | Katsumi Ohnishi                  | 4:28 |
| 9.  | Saigo no Ame ~Time Heals Version~ (最後の雨)              | Jun Natsume                | Takashi Toshimi                  | 4:50 |
| 10. | Promise                                                   | Kumi Kōda                  | Daisuke "D.I" Imai               | 4:48 |
| 11. | You ~Piano Version~                                       | Kumi Kōda, Yoko Kuzuya     | Yoko Kuzuya                      | 4:45 |
| 12. | Come Back                                                 | Kumi Kōda                  | Miki Watanabe                    | 5:37 |
| 13. | Kiseki (奇跡)                                             | Kumi Kōda, Kosuke Morimoto | Kosuke Morimoto                  | 5:01 |
| 14. | Walk                                                      | Kumi Kōda                  | Kazuhito Kikuchi                 | 5:07 |

| 1.  | Get Up & Move!! |  |
| 2.  | Crazy 4 U ~Dance Version~ |  |
| 3.  | Juicy ~Dance Version~ |  |
| 4.  | So into You ~Short Version~ |  |
| 5.  | Selfish ~Dance Version~ |  |
| 6.  | Candy feat. Mr.Blistah ~Dance Version~                                                                                            |  |
| 7.  | Hot Stuff feat. KM-Markit ~Dance Version~                                                                                         |  |
| 8.  | Bande-annonce du DVD Koda Kumi Live Tour 2006–2007: Second Session                                                                |  |
| 9.  | Love Goes Like... (lors du concert Koda Kumi Live Tour 2006–2007: Second Session)                                                 |  |
| 10. | How To Dance Video ~Get Up & Move!!~: 「1st Block」 Get Image!!, 「2nd Block」 Practice Move!!, 「3rd Block」 Last Confirmation!! |  |